# Diastrofizm
Diastrofizm to w geologii ogół procesów powodujących mechaniczne deformacje skorupy ziemskiej w jej geologicznej ewolucji, np.: wypiętrzenia i zapadnięcia całych obszarów, fałdowania, powstawanie uskoków, trzęsienia ziemi, zmiany linii brzegowej, transgresje i regresje mórz.
Procesy endogeniczne prowadzące do zmian w obrębie skorupy ziemskiej na dużych jej obszarach nazywa się distrofizmem. Obejmuje on procesy związane ze wznoszeniem i opadaniem oraz deformacją skorupy ziemskiej. Zaliczamy tu ruchy epejrogeniczne, talassogeniczne (związane z powstawaniem mórz), epejroforezę, ruchy górotwórcze oraz wstrząsy sejsmiczne.